# Lunes Lilas
Lunes Lilas es un movimiento feminista de Pamplona (Navarra), que surgió por impulso de la asociación feminista Andrea. Desde entonces, es bastante común que en medios y ellas como movimiento y asociación se autodenominen Andrea-Lunes Lilas. El movimiento se creó en el año 2008 como una concentración de mujeres el primer lunes de cada mes.

## Historia
Lunes Lilas nació en el año 2008, debido a que en Pamplona había una demanda explícita de mujeres sufriendo violencia machista, en torno a la asociación Andrea, que llevaba trabajando más de 30 años, ofreciendo ayuda y protección a las mujeres. Como explican en su página de Facebook, son "un colectivo que lucha contra las violencias machistas y en favor de la igualdad".
Hasta ese momento en Navarra no existía nada que se viera en la calle con cierta asiduidad. La presidenta de Andrea en aquellos años, Teresa Sáez Barrao, inspirándose en las Abuelas de la Plaza de Mayo argentinas, empezaron a manifestarse en la Plaza del Castillo todos los meses, mostrando la cifra de violencia machista existente, y pidiendo medidas para solventar este problema. 
A los pocos meses de la creación de este grupo es cuando ocurre el asesinato de Nagore Laffage, suceso que Lunes Lilas hace suyo organizando acciones reivindicativas y acompañando a la familia y posteriormente a Asun Casasola, su madre, durante toda su militancia social para la denuncia de la violencia de género .

## Actividad social
En 2011 proponen en un comunicado, hacer unos Sanfermines con perspectiva de género, celebrando unas fiestas garantes de derechos y participación también para las mujeres, en igualdad de oportunidades. Entienden que deben "estar exentas de agresiones sexuales, con las ayudas suficientes para quienes las puedes sufrir y los recursos que garanticen el disfrute de la calle y de la fiesta tanto para hombres como para mujeres, por lo tanto la posibilidad de compartir y conciliar también en fiestas".
El jueves 26 de abril de 2018, junto a las organizaciones feministas Andrea y Gafas Moradas convocaron una rueda de prensa para explicar su postura, en el Palacio de Justicia de Pamplona, a la misma hora en la que se leyó la sentencia del juicio conocido como "La Manada": esperaban que fuese “un fallo del siglo XXI, y no del siglo XIX, y que acompañe lo que está pasando en la calle”. Teresa Sáez, portavoz del colectivo, planteaba que, pase lo que pase ese jueves, “la sentencia va a ser un referente y puede ser un punto de inflexión”. “El juicio de Nagore Laffage lo fue, y este fallo puede ser otro".
El 27 de abril de 2018 Magaly Rodríguez, presidenta de Lunes Lilas, manifiesta su indignación ante las cámaras de Cuatro: "que se haya condenado a la manada por abuso y no por agresión. Se sigue cuestionando nuestra libertad (…) Esta sentencia nos pone en advertencia tenemos que resistirnos para ser creídas, Nagore Laffage se resistió y este impresentable la mató".

## Premios y reconocimientos
- 2020 Premio BERDINNA concedido por el Gobierno Foral de Navarra por su “contribución indudable en el avance en el logro de la igualdad entre mujeres y hombres en la Comunidad Foral”. Se destaca también que la asociación se ha “convertido en un referente en formación en igualdad, tanto para profesionales como para chicas y chicos, mujeres y hombres”.
- 2017: Premio SABICAS por su "lucha cada día por la defensa y los derechos de la mujer".[9]
- 2016: los equipos femeninos del Mulier Fútbol Club Navarra y Berriozar Club de Fútbol homenajearon a Lunes Lilas con motivo de la celebración del Día Internacional de la Eliminación de la Violencia contra la Mujer.[10][11][12]